# Ryan Callahan
Ryan Callahan (Rochester, 21 marzo 1985) è un hockeista su ghiaccio statunitense professionista, che gioca nel ruolo d'ala. Dalla stagione 2013-2014 gioca per i Tampa Bay Lightning, mentre in precedenza era stato capitano dei New York Rangers.

## Palmarès

### Club
- Ontario Hockey League: 1

Guelph: 2003-2004
- Victoria Cup: 1

NY Rangers: 2008

### Individuale
- OHL Leo Lalonde Trophy: 1

2005-2006
- OHL Second All-Star Team: 1

2005-2006
- AHL All-Rookie Team: 1

2006-2007
- AHL All-Star Classic: 1

2007